# Menachem Borejsza
Menachem Borejsza, właśc. Menachem Goldberg (jid. ‏‏מנחם באָריישאָ‎; ur. 1888 w Brześciu Litewskim, zm. 12 lutego 1949 w Nowym Jorku) – żydowski poeta i eseista, piszący w języku jidysz.

## Życiorys
Był synem nauczyciela języka hebrajskiego. Jego bratem był Abraham Goldberg. Od 1905 roku mieszkał w Warszawie, debiutował pisząc utwory w języku rosyjskim.
Pod wpływem Icchoka Lejba Pereca zaczął pisać w jidysz, debiutując w 1907 roku. Jego twórczość ukazywała się na łamach m.in. warszawskich periodyków „Hajnt”, „Dos Jidisze Wochnblat”, czy amerykańskich „Der Tog”, „Fraje Arbeiter Sztyme”, „Frajhajt” i „Di Woch”.
Borejsza tworzył poematy historyczno-refleksyjne, m.in. Pojln (Polska) wydany w 1914 roku, wydanie polskie w Antologii poezji żydowskiej w 1983 roku. Wypracował styl melancholijnych i rapsodycznych utworów, w których poruszał wątki religijne, filozoficzne i historyczne. Uważał Polaków i Żydów za dwa narody prześladowane przez carską Rosję.
W 1914 roku wyjechał do Szwajcarii, skąd rok później udał się do Stanów Zjednoczonych. Był działaczem Jointu i Amerykańskiego Kongresu Żydowskiego.